# Crassostrea sikamea
Crassostrea sikamea is een tweekleppigensoort uit de familie van de Ostreidae. De wetenschappelijke naam van de soort is voor het eerst geldig gepubliceerd in 1928 door Amemiya.